# Molenstichting Westerkwartier
De Molenstichting Westerkwartier was een Nederlandse stichting die zich inzette voor het in stand houden van een aantal poldermolens in het westen van de provincie Groningen, in het Westerkwartier. 
De stichting is voortgekomen uit het voormalige waterschap Westerkwartier en had de volgende molens in eigendom:
- Poldermolen De Eendracht bij Sebaldeburen
- Poldermolen De Eolus bij Den Ham
- Poldermolen de Hilmahuistermolen bij Visvliet
- Poldermolen De Jonge Held bij Slaperstil aan de westkant van Groningen
- Poldermolen de Westerhornermolen tussen Gaarkeuken en Grijpskerk
- Poldermolen de Zuidwendinger Molen bij Vierverlaten/Hoogkerk
- Poldermolen de Zwakkenburgermolen bij Niezijl/Grijpskerk

In 2016 is het bezit van de stichting overgedragen aan de Stichting De Groninger Poldermolens.